# Budogoszcz
Budogoszcz – osiedle typu miejskiego w Rosji, w obwodzie leningradzkim. W 2010 roku liczyło 3871 mieszkańców.
Znajduje tu się węzłowa stacja kolejowa Budogoszcz, węzeł linii do Mgy, Niebołczi i Tichwina.